# Smooth Criminal
"Smooth Criminal" er en hit-single fra 1987 af Michael Jackson fra hans Bad-album. Trods det at nummeret ikke var en stor succes, da det blev udgivet, er det senere blevet et af Jacksons største hits. 

## Baggrund
Smooth Criminal omhandler Jacksons bekymring for en kvinde ved navn Annie, der har været udsat for et overfald fra en farlig lejemorder. 

## Musikvideo
Musikvideoen til "Smooth Criminal" markerede første gang, at Michael Jackson brugte sin kendetegnsmanøvre, 'The Lean', hvor Jackson og hans dansere fra en stående position læner sig forover, og tilbage til normal ståstand igen. Musikvideoen foregår på en natklub hvor Jackson, udklædt som gangster, danser sig lynhurtigt gennem klubben.

## Andre udgaver
- "Smooth Criminal" blev i 2001 genindspillet af Alien Ant Farm og brugt i American Pie 2-filmen.

| Musik | Spire Denne musikartikel er en spire som bør udbygges. Du er velkommen til at hjælpe Wikipedia ved at udvide den. |